# Hanoniscus monodi
Hanoniscus monodi is een pissebed uit de familie Oniscidae. De wetenschappelijke naam van de soort is voor het eerst geldig gepubliceerd in 1935 door Bowley.